# Komořany (zámek)
Zámek Komořany je architektonická památka v pražské čtvrti Komořany. Dříve na jeho místě stávala tvrz, dnes se jedná o dvoukřídlý zámek s věží (je možné, že křídla byla původně čtyři). 
Zámek je chráněn jako kulturní památka České republiky. a jeho adresa je Na Šabatce 17/2050.

## Historie
V roce 1589 Zbraslavský klášter Komořany prodal místosudímu Českého království Václavu Šturmovi z Hyršfeldu, přičemž v kupní smlouvě je zmíněna i zdejší tvrz. Nějakou dobu se pak majitelé střídali. V roce 1638 byly Komořany dědičně postoupeny Zbraslavskému klášteru. Tvrz byla zřejmě ještě před rokem 1742 přestavěna na barokní zámek sloužící jako letní sídlo zbraslavských opatů. 
2. července 1742 se Komořanský zámek stal místem jednání mezi obléhateli Prahy, francouzským maršálem Belleislem a bavorským vévodou, a hrabětem Königseggem a knížetem Esterházym, kteří zastupovali Marii Terezii. V roce 1785 byl Zbraslavský klášter zrušen a Komořany připadly náboženskému fondu, který prodal komořanský dvůr, zámek a ovčín o 40 let později knížeti Bedřichu Oettingen-Wallersteinovi. V roce 1866 koupil tento komořanský majetek (poplužní dvůr, ovčín a zámek) rytíř z Albertů. 
Na začátku 20. století se majitelem zámku stal Ing. Karel Schulz, zakladatel Modřanských strojíren, který nechal provést jednoduchou přestavbu - zvýšení křídla o jedno patro a používání věže jako vodárny. Po jeho smrti v roce 1932 se zámek dostal do vlastnictví státu. Do roku 1948 byla vlastníkem Spořitelna česká, poté v letech 1948-1957 KSČ. 
V současné době jej využívá Český hydrometeorologický ústav.